# Carmen Klaschka
Carmen Klaschka (ur. 8 stycznia 1987 w Monachium), niemiecka tenisistka.

## Kariera sportowa
Zawodniczka występująca głównie w turniejach cyklu ITF. Pierwszy mecz w tego typu zawodach rozegrała w 2002 roku w kwalifikacjach do niewielkiego turnieju w niemieckim Hechingen, w którym przegrała z rodaczką Claudią Kuleszka. Rok później na tym samym turnieju, również w rundzie kwalifikacyjnej wygrała swój pierwszy mecz, pokonując Austriaczkę Biancę Kamper. W 2004 roku, wspólnie ze swoją starszą siostrą Sabine Klaschka wygrała turniej deblowy w Bielefeld. W następnym roku odniosła swoje pierwsze zwycięstwo w grze singlowej, wygrywając w Sztokholmie z reprezentantką gospodarzy Johanną Larsson 6:3, 6:3. W sumie, w rozgrywkach rangi ITF wygrała trzy mecze w grze singlowej i dziesięć w deblowej.
W 2008 roku po raz pierwszy wystąpiła w rundzie kwalifikacyjnej do turnieju cyklu WTA w Stuttgarcie, gdzie w pierwszych dwóch meczach pokonała zawodniczki z Ukrainy, Jewgieniję Sawrańską i Tatianę Perebyjnis a w trzecim przegrała z Bułgarką Cwetaną Pironkową. W 2009 roku udanie przeszła kwalifikacje do turnieju w Badgastein w Austrii, pokonując w nich takie zawodniczki jak: Stamatia Fafaliou, Alina Żydkowa i Nathalie Viérin, by w pierwszej rundzie turnieju głównego przegrać z Pauline Parmentier z Francji.
W tym samym roku, 2009, startowała także w kwalifikacjach do turniejów wielkoszlemowych: w Australian Open, gdzie przegrała z Rosjanką Anną Łapuszczenkową w pierwszej rundzie, w Roland Garros, gdzie wygrała z Florence Haring i Anną Tatiszwili a przegrała z Zuzaną Ondraskovą, w Wimbledonie - przegrana z Olivią Rogowską, w US Open - przegrana z Jeleną Czałową.

## Wygrane turnieje rangi ITF
| turnieje z pulą nagród 100 000 $ |
| turnieje z pulą nagród 75 000 $  |
| turnieje z pulą nagród 50 000 $  |
| turnieje z pulą nagród 25 000 $  |
| turnieje z pulą nagród 15 000 $  |
| turnieje z pulą nagród 10 000 $  |

### Gra pojedyncza
|    | Data       | Turniej   | Kat. | ($)    | Naw.     | Finalistka      | Wynik          |
| 1. | 06/11/2005 | Sztokholm | ITF  | 10 000 | twarda   | Johanna Larsson | 6:3, 6:3       |
| 2. | 05/11/2006 | Erding    | ITF  | 10 000 | dywanowa | Julia Görges    | 6:4, 1:0 krecz |
| 3. | 24/08/2008 | Westende  | ITF  | 25 000 | twarda   | Florence Haring | 4:6, 6:4, 6:4  |